# The Pyramid, Antarktis
The Pyramid är en bergstopp i Antarktis. Den ligger i Östantarktis. Nya Zeeland gör anspråk på området. Toppen på The Pyramid är 775 meter över havet.
Terrängen runt The Pyramid är huvudsakligen kuperad, men västerut är den bergig. Trakten är obefolkad. Det finns inga samhällen i närheten.